# 陈式
陳式（？—？），蜀汉将领。

## 生平
汉中之战中，刘备派陈式等十余营的兵力企图断马鸣栈道，被徐晃趋军打败。章武二年（222）夷陵之戰前，与吴班率水军屯夷陵，夹江东西岸。建兴七年（229）建威之戰中，率部攻克武都、阴平二郡。

## 艺术形象

### 三國演義
明代罗贯中小说《三国演义》中，陈式隨劉備征漢中，並佐黃忠攻定军山，惜於定军山被魏将夏侯渊俘获，但是後以战俘身份，與夏侯尚互换而得以返蜀，第三次北伐中奉蜀汉后主刘禅命前去协助诸葛亮作战，追击魏军失败，被追究战败的责任，遭诸葛亮斩首。

### 影视形象
- 1994年电视剧《三国演义》：张世军、陈德宝饰演陈式

### 動漫遊戲
- 《火鳳燎原》（陳某）：設定於宛城之戰時登場，為「水鏡八奇」之一諸葛亮之學生，為撰寫歷史，於龐統圍曹時與袁方見面，曾言：「他日有兒，取名為壽。」